# La Peza
La Peza település Spanyolországban, Granada tartományban. La Peza Diezma, Darro, Cortes y Graena, Lugros, Güéjar Sierra és Quéntar községekkel határos. Lakosainak száma 1107 fő (2024).

## Története
La Peza falu már az ókorban is kulcsfontosságú pontja volt a Levante-félszigetet a Genil völgyével és a granadai Vegával összekötő útnak. Ez a stratégiai helyzet indokolttá tette a korai emberi megtelepedést, mivel a település Sierra Nevada-nál könnyebben megközelíthető útvonalon feküdt. Ezért Lapeza kötelező megállóhely lehetett a vaskoniak számára, akik megalapították az ősi Ilíberist - a mai Granadát - és a rómaiak számára, akik e kis településről tettek egy kitérőt a Cástulo felé vezető Via Augusta felé. Lapeza tehát a Guadixot és Almeríát Granadával összekötő hagyományos útvonal közepén feküdt, amely útvonal a középkorban is nagyon népszerű volt. Lapeza várának valójában az volt az elsődleges feladata, hogy megvédje a várost és garantálja a biztonságos átkelést ezen az útvonalon.
1489-ben, amikor El Zagal - Granada királya - kapitulált, a katolikus uralkodók megérkeztek Lapeza földjére. Az arabok által hagyott nyomok azonban nagyon mélyek voltak, amint azt Jerónimo Münzer német orvos és utazó is megállapította feljegyzéseiben, kijelentve, hogy Lapeza még mindig megőrizte ezt a muszlim befolyást. Ez a meghatározó arab jelenlét a vidéki körzetek régi elnevezéseiben is tükröződik: Alconaytar, Alcambra, Oveledín stb. Jóval a 16. század előtt a nevek keresztény helynevekre változtak, mint például a Folyó, a San Francisco és a Templom utcák; Fuente Blanca, Montefría és Fuente Encantada öntözőcsatornák; Morollón, Vega Alta és Vega Baja birtokok, valamint Barranco de los Lobos.
Ugyanez a sors jutott az egyházi épületekre is. Mivel La Peza az arabok alatt fontos népességközpont volt, több mecsetet kellett építeni a hívők igényeinek kielégítésére. A keresztények megérkezésével a legtöbbjüket áttértek, ahogyan ez a San Marcos, San Francisco, Santa Lucía és San Sebastián kápolnák esetében is történt. Hasonlóképpen a fő mecsetet is átalakították, majd később lebontották, hogy felépítsék Lapeza első templomát, amelyet szintén leromboltak az Alpujarras lázadásakor. Közvetlenül ezután azonban megkezdődött a ma is látható új templom építése.
Szintén e háború eredményeként született egy olyan személyiség, akit a mai napig ismernek és csodálnak a városban: Boldog Marcos Criado. Ő egy Andújarból (Jaén) származó trinitárius szerzetes volt, akit azért küldtek ebbe a városba, hogy a keresztény hitet hirdesse a mórok között. Ezek voltak többségben Lapezában, és bár nem mindegyikük lázadt fel Abén Humeya ellen, a légkörben uralkodó feszültség miatt néhányan közülük megragadták ezt a szerzetest, akinek, miután három napot töltött egy tölgyfához kötözve a mai Belchite-kút mellett, kitépték a szívét. Ott történt az, amit sokan csodának neveztek: a szerzetes szívéből ragyogó fény tört elő, amely elvakította a jelenlévők szemét, akik nem sokkal később láthatták, hogy Jézus Krisztus monogramja van ráírva. Ettől a pillanattól kezdve Fray Marcos Criado spontán kultuszt kapott, amely egész Spanyolországban, Portugáliában és Olaszországban elterjedt. Ő volt az Alpujarras háború első és egyetlen mártírja, akit a katolikus egyház boldoggá avatott, ami 1899-ben történt meg, XIII. Ünnepét szeptember 24-én ünnepeljük.
1631-ben Pedro Tesifón de Moctezuma grófja, Pedro Tesifón de Moctezuma, az utolsó mexikói császár dédunokája megvásárolta Lapeza falut, és uradalommá alakította. Ettől kezdve Monterrosano de La Peza néven emlegették. 1693-ban, több viszontagság, felkelés és per után, a villa a fizetés elmaradása miatt visszaszállt a spanyol koronára.
A 19. század elején, a franciák inváziójával a város egy újabb egyedülálló epizódot élt át: Manuel Atienza, alias „el Carbonero” polgármester ellenállását a franciákkal szemben. Pedro Antonio de Alarcón író az El Carbonero alcalde című művében elmeséli a polgármester és szomszédai tettét, akik 1810 tavaszán, a napóleoni hadsereg ostroma közepette egy tölgyfa törzséből ágyút készítettek, amely, amikor a helyiek használták, ezer darabra robbant, mindkét oldalon halálos áldozatokat követelve, a francia hadseregben pedig pánikot keltve, amely végül, mivel erősebb eszközökkel és létszámmal rendelkezett, kemény csatát követően elfoglalta a várost és elfogta a polgármestert. Ez utóbbi ahelyett, hogy vállalta volna a fogságot, a francia tábornok előtt összetörte parancsnoki botját, és a Tajo de Barruecos meredek szakadékából levetette magát, és azt kiáltotta: „Én vagyok Lapeza városa, amely meghal, mielőtt megadná magát”

## Népesség
A település népessége az elmúlt években az alábbi módon változott:
| Lakosok száma | 1429 | 1330 | 1367 | 1366 | 1303 | 1263 | 1241 | 1178 | 1170 | 1107 |
|               | 2001 | 2004 | 2006 | 2009 | 2011 | 2014 | 2016 | 2019 | 2021 | 2024 |